# Адам Немець
Адам Немець (словац. Adam Nemec, нар. 2 вересня 1985, Банська Бистриця) — словацький футболіст, нападник клубу «Динамо» (Бухарест) та національної збірної Словаччини.

## Клубна кар'єра
У дорослому футболі дебютував 2002 року виступами за команду клубу «Дубниця», в якій провів два сезони, взявши участь у 19 матчах чемпіонату. 
Своєю грою за цю команду привернув увагу представників тренерського штабу клубу «Жиліна», до складу якого приєднався 2004 року. Відіграв за команду з Жиліни наступні чотири сезони своєї ігрової кар'єри.
Згодом з 2008 по 2009 рік грав у складі команд німецького «Ерцгебірге Ауе» та бельгійського «Генка».
2009 року уклав контракт з клубом «Кайзерслаутерн», у складі якого провів наступні три роки своєї кар'єри гравця.  Більшість часу, проведеного у складі «Кайзерслаутерна», був основним гравцем атакувальної ланки команди.
Частину 2012 року провів в оренді у клубі «Інгольштадт 04».
До складу клубу «Уніон» (Берлін) приєднався 24 липня 2012 року, уклавши з клубом дворічний контракт. Встиг відіграти за берлінський клуб 56 матчів в національному чемпіонаті.

## Виступи за збірну
2012 року дебютував в офіційних матчах у складі національної збірної Словаччини. Наразі провів у формі головної команди країни 28 матчів, забивши 9 голів.